# Kurt Zülow
Kurt Zülow (* 4. Mai 1889 in Pillkallen/Schloßberg; † 3. Mai 1942 in Berlin) war ein deutscher Jurist, Ministerialbeamter und Senatspräsident.

## Leben
Kurt Zülow studierte Rechtswissenschaften und promovierte 1912.
Ab 1920 war er als Gerichtsassessor im Finanzamt Königsberg eingesetzt, wurde hier im gleichen Jahr Regierungsrat und kam 1922 in das Reichsfinanzministerium nach Berlin. 1924 wurde er Oberregierungsrat und 1932 Ministerialrat. Ab 1931 war er in der Abteilung III tätig.
Um 1934 war er im Reichsfinanzministerium Leiter des Referats 7 der Abteilung III, welches für die Körperschaftsteuer, Gewerbesteuer bei Körperschaften und Vermögensmassen, Reichsfluchtsteuer und Steuergutscheine zuständig war. In dieser Funktion brachte er eine Verschärfung der Reichsfluchtsteuer, da „die Änderungen der politischen Verhältnisse in Deutschland seit dem 30. Januar 1933 [...] eine große Zahl von Nichtariern veranlasst [haben], sich in das Ausland zu begeben.“ Sein Vorschlag zur Umgestaltung der Reichsfluchtsteuer in eine Abwanderungsabgabe wurde zwar abgelehnt, aber die eigentliche Argumentation von Zülow wurde bei der Verschärfung Mitte Mai 1934 berücksichtigt. Bereits kurz nach der Machtübernahme der Nationalsozialisten fokussierte Zülow die Arbeit seines Referats auf jüdische Emigranten und er entwickelte weitere Pläne, um die Staatseinnahmen in diesem Bereich zu erhöhen.
1937 trat er in die NSDAP ein und wurde 1939 Ministerialdirigent. Ab 1940 war er bis zu seinem Tod 1942 Senatspräsident am Reichsfinanzhof München.

## Werke (Auswahl)
- gemeinsam mit Oskar Weigert: Steuergutschein und Mehrbeschäftigung nach der Verordnung zur Belebung der Wirtschaft mit Durchführungsbestimmung. Bensheimer, 1933.
- gemeinsam mit Hermann Gaus und Max Henze: Die Mehreinkommensteuer. Spaeth & Linde, 1939.
- gemeinsam mit Heinz Oeftering: Einkommensteuer [Einkommensteuergesetz vom 27. Febr. 1939], Kriegszuschlag zur Einkommensteuer, Körperschaftsteuer. Walter de Gruyter, 1941.
- gemeinsam mit Odilo Binder und Max Henze: Die Besteuerung der Genossenschaften. Vahlen, Berlin, 1940, mehrere Auflagen (1985 7. Auflage)